# Rudolf Meyer-Ronnenberg
Rudolf Meyer-Ronnenberg (ab 1959: Meyer-Ronberg) (* 19. November 1904 in Ronnenberg; † 28. Oktober 1973 in Kassel) war ein deutscher Politiker (GB/BHE, CDU).

## Leben und Beruf
Meyer-Ronnenberg wurde 1928 Geschäftsführer des Verbandes der Lebensmittel-Einzelhandelskaufleute im Kreis Hannover. 1940 bis 1945 war er in der Wehrmacht, danach als Einzelhandelskaufmann tätig. 1950 bis 1954 war er der Bundesfachvorsitzender im Hauptverband des deutschen Lebensmittel-Einzelhandels.
Meyer-Ronnenberg gehörte dem Deutschen Bundestag von 1953 bis 1957 an. Ursprünglich für den Gesamtdeutschen Block/Bund der Heimatvertriebenen und Entrechteten (GB/BHE) gewählt, trat er am 20. August 1954 zur CDU über.